# Еллинский, Николай Иванович
 Николай Иванович Еллинский  (1796—1855) — русский хирург, профессор, декан медицинского факультета и ректор Императорского Харьковского университета.

## Биография
Родился в обедневшей дворянской семье в 1796 году.
После окончания в 1813 году Харьковской гимназии поступил на медицинский факультет Императорского Харьковского университета казённокоштным студентом.
В 1818 году окончил университетский курс со степенью кандидата медицины и званием лекаря и в следующем году был командирован в Санкт-Петербургскую медико-хирургическую академию. В 1820 году, получив в ней звание медико-хирурга, вернулся в Харьковский университет — на кафедру хирургии; в 1821 году был утверждён в должности адъюнкта; с 1823 года — экстраординарный, с 1825 года — ординарный профессор, заведующий кафедры хирургии.
В 1821 году Еллинский был избран секретарём медицинского факультета; в 1827—1833 годах — декан медицинского факультета, около 14 лет (до 1833 года) заведовал факультетской хирургической клиникой. В 1830 году Еллинский был избран ректором Харьковского университета и занимал эту должность до 1833 года, когда по болезни вышел в отставку.
Лекции по теоретической и оперативной хирургии читал 4 часа в неделю, следуя главным направлениям и идеям предшественников и приобретенному хирургическому опыту. Он первым привлёк студентов к практической работе в хирургической клинике, организовал при клинике амбулаторный прием больных, создал музей и библиотеку специальной литературы. Н. И. Еллинский — автор первого в России пособия по десмургии (в 2-х томах; 1832), в котором содержались сведения о применении гипса при лечении переломов костей. Он опубликовал «De inflammationis cousa proxima» (речь, произнесенная в Харьковском университете, 1826), «Обозрение десмургии» (1831), «Способ лечения холеры» (1831).
Был почётным членом Московского университета, активным членом Филотехнического общества.
Умер в 1834 году.